# Elecciones generales de Turquía de 1991
Las elecciones generales se celebraron en Turquía el 20 de octubre de 1991, para elegir a los miembros de la 19.ª Asamblea Nacional. Fueron los primeros comicios en ser disputados por el gobernante Partido de la Madre Patria sin su líder fundador, Turgut Özal, quien se había convertido en presidente turco dos años antes. El resultado fue un cambio contra el expartido de Özal en favor de su feroz rival de centroderecha, el Partido del Verdadero Camino liderado por Suleyman Demirel. La votación permitió que dos partidos más cruzaran la barrera del 10 por ciento para ingresar al parlamento. Necmettin Erbakan y su Partido del Bienestar constituyeron el primer grupo de origen religioso en acceder al poder legislativo en 14 años. Este partido tuvo en los años siguientes un apoyo electoral mucho mayor y tomó varias provincias clave, incluyendo Estambul, en las elecciones locales de 1994. El Partido de la Izquierda Democrática de Bülent Ecevit también logró ganar siete escaños. La participación electoral fue del 83.94%.

## Resultados
|  | 27.03 % |

|  | 24.01 % |

|  | 20.75 % |

|  | 16.88 % |

|  | 10.75 % |

|  | 0.44 % |

|  | 0.13 % |

|  | 97.06 % |

|  | 2.94 % |

|  | 100.00 % |

|  | 83.94 % |